# John S. Hager

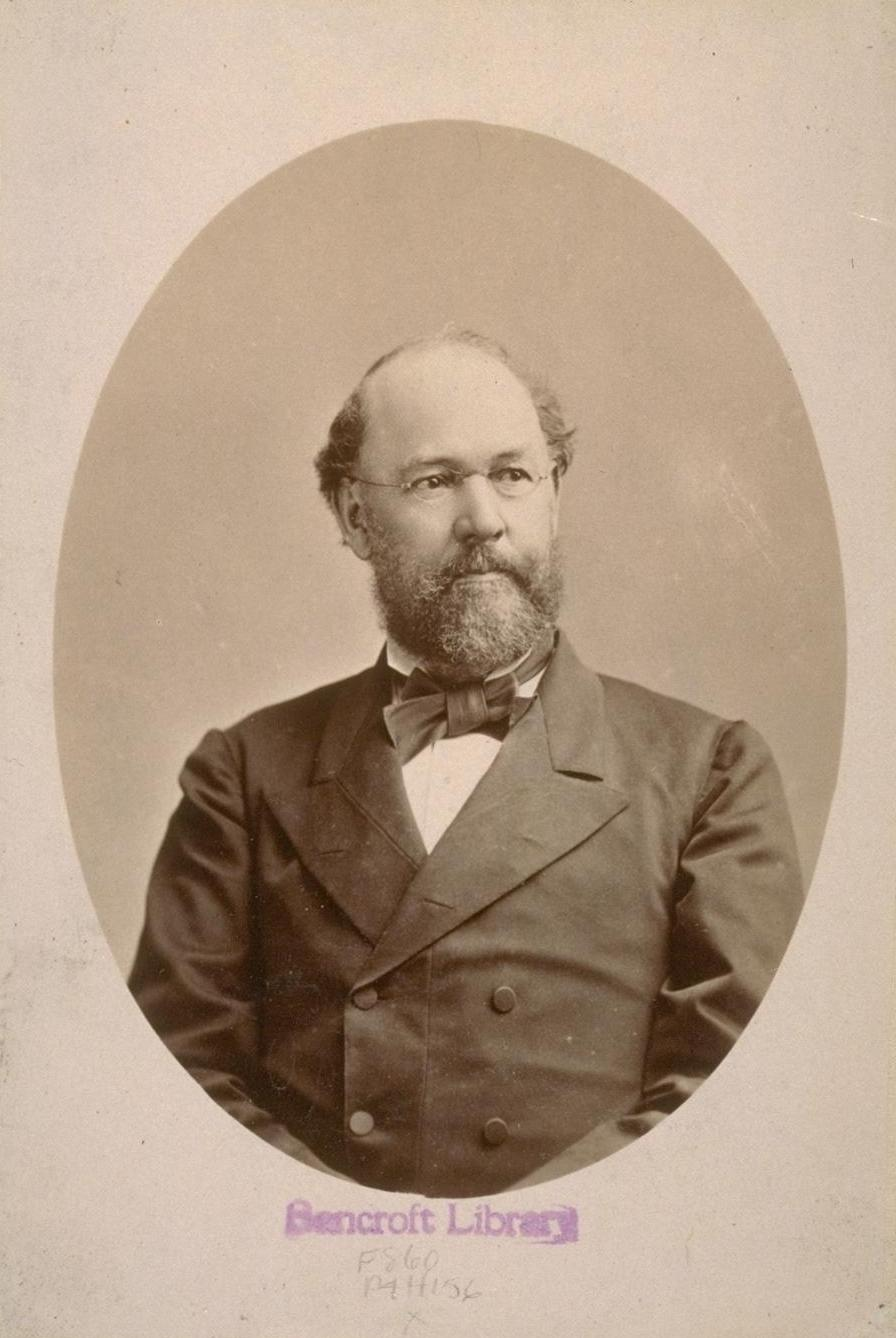
John S. Hager

John Sharpenstein Hager (* 12. März 1818 bei Morristown, New Jersey; † 19. März 1890 in San Francisco) war ein US-amerikanischer Politiker (Demokratische Partei), der den Bundesstaat Kalifornien im US-Senat vertrat.
Nach dem Besuch der auf das Studium vorbereitenden Schule graduierte John Hager 1836 am College of New Jersey, der späteren Princeton University. Im Anschluss studierte er die Rechtswissenschaften, wurde 1840 in die Anwaltskammer aufgenommen und begann in Morristown zu praktizieren.
Der Goldrausch lockte Hager 1849 wie viele Männer nach Kalifornien. Neben seiner Tätigkeit im Bergbau betrieb er auch eine Anwaltskanzlei in San Francisco. Er begann auch politisch aktiv zu werden und nahm 1849 am Verfassungskonvent des künftigen Bundesstaates teil. Nach dem Beitritt zur Union gehörte er von 1852 bis 1854 dem Senat von Kalifornien an, ehe er 1855 zum Bundesbezirksrichter für den Gerichtsdistrikt von San Francisco gewählt wurde und bis 1861 auf diesem Posten blieb.
1865 kehrte Hager in den Staatssenat zurück, dem er noch einmal bis 1871 angehörte. In diesem Jahr wurde er Mitglied im Leitungsgremium (Board of Regents) der University of California. Schließlich erfolgte 1873 die Wahl zum US-Senator. In Washington trat er am 23. Dezember dieses Jahres die Nachfolge des zurückgetretenen Eugene Casserly an. Mit dem Ende seiner Amtsperiode am 3. März 1875 schied Hager aus dem Senat aus.
Nachdem er 1879 ein weiteres Mal als Delegierter beim Verfassungskonvent Kaliforniens fungiert hatte, wurde Hager 1885 zum Leiter der Zollbehörde (Collector of Customs) im Hafen von San Francisco ernannt. Er bekleidete diesen Posten bis 1889 und starb im folgenden Jahr.